# Centre Republicà Democràtic Federal de Torredembarra
El Centre Republicà Democràtic Federal de Torredembarra va ser un partit creat el 1890 recollint la tradició federal del municipi que arrenca el 1868. El seu ascens polític ve marcat per les victòries electorals de caràcter municipal des del 1902 fins al 1934, tret del període de la Dictadura de Primo de Rivera. Van ser seguidors de Pi i Margall, de Julià Nougués i Marcel·lí Domingo.
Aquest col·lectiu va tenir un local emblemàtic anomenat popularment "El Sabó", ubicat a la Plaça de la Font, damunt del local que actualment du el nom de "Sabó". El cafè era al primer pis, cosa usual en aquella època, i a la part del darrere, on hi havia un hort, el 1917, es va construir una sala de ball, on s'havien fet projeccions de cinema i els balls del carnaval, per exemple. El nom del "Sabó" prové del fet que en aquella finca, antigament, hi havia una fàbrica de sabó.